# Haydu Gábor
Haydu Gábor (1807 körül – Pápa, 1855. szeptember 15.) római katolikus tanító és karnagy Pápán. 1824-től fogva mint énekvezér kísérte a halottakat a temetőbe. Meghalt 1855-ben, 48 évesen kolerában. Neje Bohár Erzsébet volt, akivel 29 évig élt házasságban.

## Munkái
- Utmutatás a magyar nyelvtudományhoz. Tanítványi számára kiadta. Pápa, 1839. (2. bőv. kiadás. Pápa, 1843.)
- Bucsujárás alkalmára használandó énekek és imádságok. Pápa, 1853. (Új kiadás. Pápa, 1858.)
- Katholikus halotti szerkönyv. Pest, 1856.